# 基尼奧塔區
基尼奧塔區（西班牙語：Distrito de Quiñota），是秘魯的一個區，位於該國南部庫斯科大區的瓊比維卡省，始建於1962年3月17日，面積221.05平方公里，海拔高度3,590米，2005年人口4,661，人口密度每平方公里21人。